# Yasushi Nagao

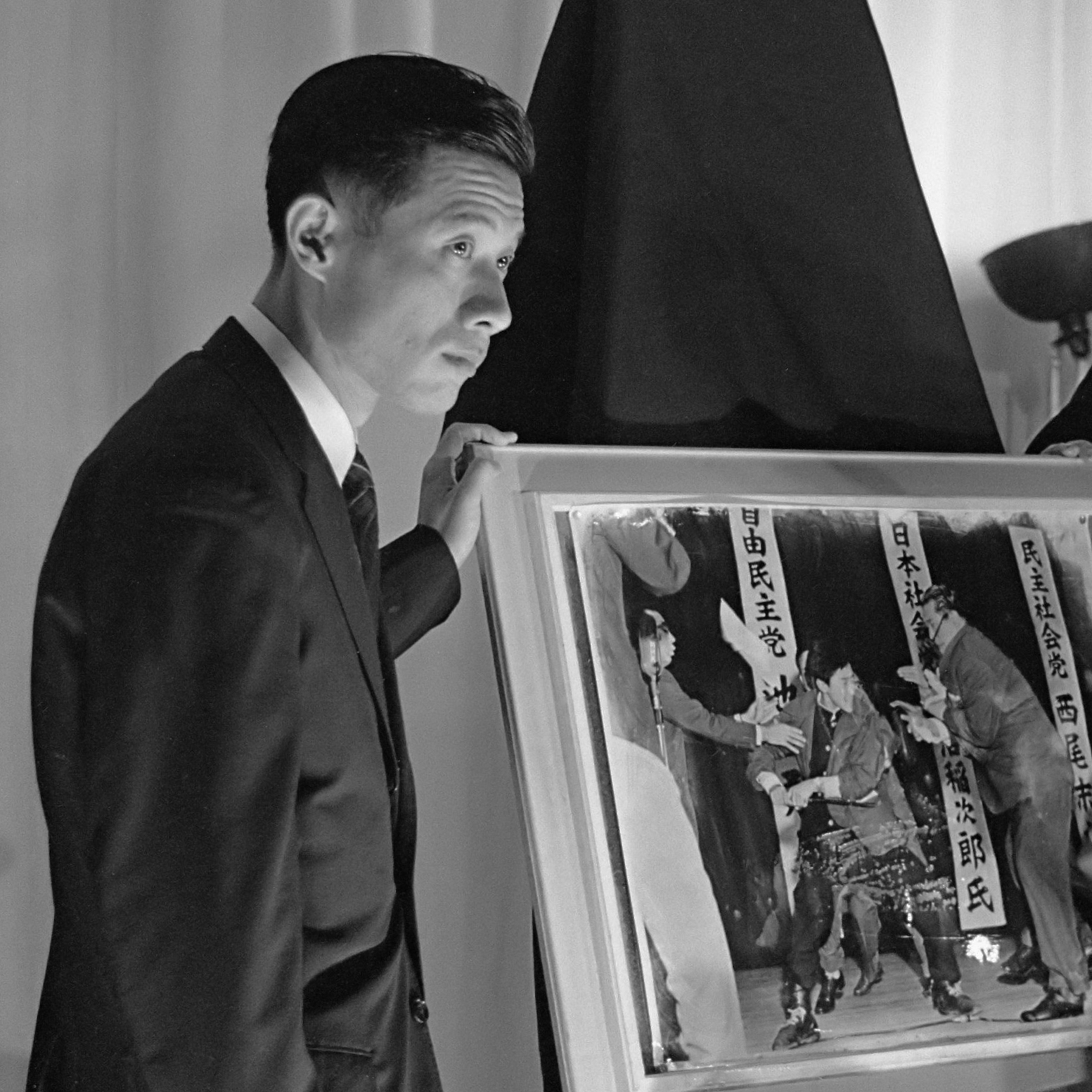
Yasushi Nagao vor seinem preisgekrönten Foto (1961)

Yasushi Nagao (jap. 長尾 靖 Nagao Yasushi; * 20. Mai 1930; † 2. Mai 2009) war ein japanischer Pressefotograf.

## Leben
Yasushi studierte bis 1953 an der Universität Chiba. Nach seinem Studium arbeitete er ab April 1953 zunächst als Fotograf für die Tageszeitung Mainichi Shimbun.
International bekannt wurde er durch sein Foto von Otoya Yamaguchis Attentat auf den sozialistischen Politiker Inejirō Asanuma. Sein Bild wurde als Pressefoto des Jahres 1960 und mit dem Pulitzer-Preis für Fotografie 1961 ausgezeichnet.
Ab 1962 war er als freischaffender Fotograf tätig.